# Budești (Maramureș)
Budești is een Roemeense gemeente in het district Maramureș.

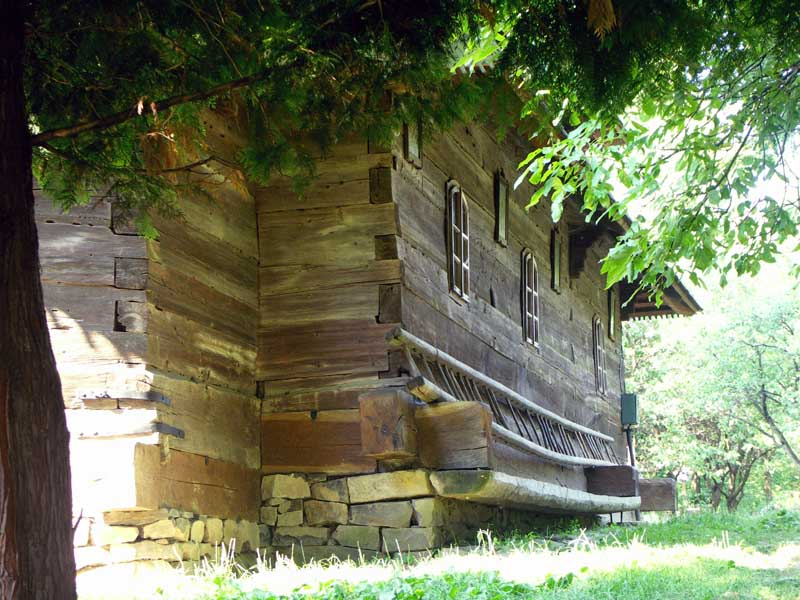
Budești

Budești telt 3350 inwoners.